# Mollaahmetler, Selendi
Mollaahmetler là một xã thuộc huyện Selendi, tỉnh Manisa, Thổ Nhĩ Kỳ. Dân số thời điểm năm 2011 là 293 người.